# Parapuzosia
Parapuzosia é um gênero extinto de amonites desmoceratídeos do Cenomaniano ao Campaniano da África, Europa e América do Norte. Eles são tipicamente amonites muito grandes, atingindo diâmetros de 60 cm ou mais, com as espécies maiores medindo mais de 2,5 m. Possui uma concha moderadamente envolvida com lados planos ou ligeiramente arredondados. Nervuras primárias e secundárias distintas podem ser observadas nas espirais internas.